# Pópi Maliotáki
 (février 2016).
Le contenu est difficilement compréhensible vu les erreurs de traduction, qui sont peut-être dues à l'utilisation d'un logiciel de traduction automatique.
Pópi Maliotáki (grec moderne : Πόπη Μαλλιωτάκη), née le 16 octobre 1971 à Crète, est une chanteuse grecque.

## Biographie
Pópi Maliotáki a commencé sa carrière a un très jeune âge et elle a une expérience en ce qui concerne la chanson de plus 20 ans. Elle a travaille avec beaucoup des personnes celebres. Elle s'est mariée deux fois. Son premier mariage était avec le chanteur Sakis Galani, avec qui elle a une fille, qui s'appelle Rania. Son deuxième mariage était avec Babi Lazaridi avec qui elle a un fils, Basile.
En 2008, elle collabore avec l'entreprise mobile Helen Q Card pour  l'émission de cartes avec elle était le principal personnage.

## Discographie

### Albums
- 2005 : Aparetiti Agapi Mou
- 2006 : Alli mia fora
- 2008 :	Popara

### Singles
- 2013 : Ta Xanaleme
- 2014 : Ta Thelo Mou
- 2015 : I Epityhia
- 2016 : Ekanes Ti Diafora
- 2016 : An M' Agapas
- 2018 : De Horizoun Oi Kardies Mas
- 2019 : Thema Epafis
- 2020 : To Klidi Tou Feggariou
- 2021 : Arga I Grigora